# Galwegians Rugby Football Club
Maillots
Dernière mise à jour : 28 février 2013.
 Galwegians RFC  est un club irlandais de rugby à XV basé dans la ville de Galway, en Irlande qui évolue dans le championnat irlandais de deuxième division. Le club est affilié à la fédération du Connacht et ses joueurs peuvent être sélectionnés pour l’équipe représentative de la région, Connacht Rugby.

## Histoire
Galwegians RFC est le principal club de la région du Connacht, par tradition la plus faible des quatre fédérations irlandaises (les trois autres étant le Leinster, le Munster et l'Ulster). Il tire son nom des habitants de Galway, appelés Galwegians. Le club est fondé en 1922,.

## Palmarès
- Vainqueur de la Connacht Senior Cup en 1926, 1927, 1928, 1929, 1938, 1943, 1952, 1956, 1957, 1958, 1959, 1960, 1963, 1965, 1968, 1969, 1971, 1973, 1975, 1980, 1981, 1983, 1986, 1996, 1997, 2001 et 2002,
- Finaliste de la Connacht Senior Cup en 1949, 1950, 1955, 1970, 1976, 1989, 1991, 1995, 1998 et 1999
- Vainqueur de la Connacht Senior League en 1926, 1947, 1955, 1956, 1957, 1958, 1959, 1960, 1961, 1964, 1966, 1970, 1971, 1972, 1984, 1985, 1990, 1991, 1992, 2001, 2002, 2003 et 2005
- Finaliste de la Connacht Senior League en  1964, 2004 et 2006

## Joueurs célèbres
Huit d'entre eux ont été sélectionnés pour l’équipe d’Irlande, dont : 
- Eric Elwood (dernière cape en 1997)
- Matt Mostyn (1999)